# Estrazione di caratteristiche
Nel riconoscimento di pattern e nell'elaborazione delle immagini l'estrazione di caratteristiche (in inglese feature extraction) è una forma speciale di riduzione della dimensionalità.
Quando i dati in ingresso sono troppi per l'esecuzione di un algoritmo e c'è il sospetto di ridondanza allora i dati verranno convertiti in una rappresentazione ridotta di un insieme di caratteristiche (il vettore delle caratteristiche o feature vector).
Il processo di trasformazione dei dati in ingresso in un insieme di caratteristiche è chiamato estrazione di caratteristiche.
L'estrazione di caratteristiche significa semplificare il costo delle risorse richieste per descrivere un grande insieme di dati accuratamente.
Quando si eseguono analisi di dati complessi, uno dei più grandi problemi sta nell'arginare il numero di variabili coinvolto.
L'analisi di un gran numero di variabili generalmente richiede un grande uso di memoria ed elaborazione o algoritmi di classificazione che hanno bisogno di un'alta soglia di adattamento con i campioni di prova e generalizzano in modo povero nuovi campioni.
L'estrazione di caratteristiche è un termine generale per metodi di costruzione di combinazione di variabili per aggirare questi problemi ma descrivendoli con una accuratezza sufficiente.

## Metodi principali
- Analisi delle componenti principali
- Analisi delle componenti indipendenti
- Clustering
- Trasformata di Hough
- Riconoscimento dei contorni
- Riconoscimento di angoli
- Riconoscimento di regioni
- Scale-invariant feature transform
- Template matching
- Data mining
- Riduzione della dimensionalità